# Elio Gustinetti
Elio Gustinetti (Bergamo, 29 marzo 1955) è un allenatore di calcio ed ex calciatore italiano, di ruolo attaccante.

## Carriera

### Giocatore
Dopo aver giocato nelle giovanili dell'Excelsior di Borgo Santa Caterina nel 1971 passa all'Atalanta, nelle cui giovanili trascorre la stagione 1971-1972. Nella stagione 1972-1973 esordisce in prima squadra, giocando 2 partite in Coppa Italia; nella stagione 1973-1974 dopo la retrocessione dell'anno precedente esordisce in Serie B, giocando 11 partite nel campionato cadetto ed altre 2 partite in Coppa Italia. Rimane all'Atalanta anche nella stagione 1974-1975, nella quale segna il suo primo gol in carriera in campionati professionistici. Nel 1975 dopo complessive 30 presenze (25 in Serie B e 5 in Coppa Italia) lascia la squadra nerazzurra e viene ceduto all'Udinese, con cui nella stagione 1975-1976 e nella stagione 1976-1977 gioca in Serie C, campionato in cui è stabilmente titolare dei friulani (35 presenze e 3 reti nella Serie C 1975-1976, 37 e 2 reti nella Serie C 1976-1977); dopo il secondo posto in classifica della stagione 1976-1977, nella stagione 1977-1978 vince sia il campionato di Serie C che la Coppa Italia Semiprofessionisti e la Coppa Anglo-Italiana.

Gustinetti (accosciato, primo da destra) nell'Udinese 1977-1978

Dopo il triennio all'Udinese, nell'estate del 1978 viene ceduto dai friulani al Foggia, formazione a sua volta militante nel campionato di Serie B, nel quale Gustinetti nella stagione 1978-1979 segna un gol in 37 partite. Rimane ai pugliesi anche nella stagione 1979-1980, giocata in Serie C1dopo la retrocessione subita in seguito al diciassettesimo posto in classifica dell'anno precedente: in questo campionato gioca 23 partite senza mai andare a segno e a fine anno, in seguito alla promozione in Serie B dei rossoneri, viene ceduto al Forlì, con cui nella stagione 1980-1981 gioca da titolare fisso nel campionato di Serie C1 segnando 2 gol in 28 partite. Dopo un solo anno torna al Foggia, con cui nella stagione 1981-1982 segna 4 gol in 35 partite in Serie B; gioca altre 5 partite in serie cadetta con i pugliesi nella stagione 1982-1983, per poi passare alla SPAL nell'ottobre del 1982: con la squadra di Ferrara nella rimanente parte della stagione segna 2 gol in 29 partite nel campionato di Serie C1. Rimane quindi alla SPAL anche nella stagione 1983-1984 e nella stagione 1984-1985, concluse dagli estensi rispettivamente con un quarto ed un quattordicesimo posto in classifica; la sua ultima stagione da professionista è la 1985-1986, giocata sempre alla SPAL. L'ultima stagione in assoluto è comunque la 1986-1987, nella quale Gustinetti gioca in Promozione con la Stezzanese.

### Allenatore
Dopo una stagione e mezzo nelle giovanili del Leffe, nel 1988 subentra sulla panchina della prima squadra dei seriani, militante nel Campionato Interregionale, giungendo terzo alla fine del torneo. Passa poi sulla panchina dell'Albinese, con cui vince il campionato di Promozione, con conseguente promozione in Interregionale. In seguito dopo un altro anno in Interregionale con l'Albinese nel 1994 torna nuovamente al Leffe, nel frattempo salito in Serie C1; nella stagione 1994-1995 chiude il campionato al nono posto in classifica. Dopo questa ulteriore stagione a Leffe passa al Lecco, in Serie C2: nella stagione 1995-1996 con i lombardi arriva sesto in classifica, mentre nella stagione 1996-1997 ottiene un secondo posto in classifica, con conseguente promozione in Serie C1. Dopo due anni cambia nuovamente panchina: nella stagione 1997-1998 allena infatti i bresciani del Lumezzane, che sotto la sua guida alla prima stagione della loro storia in terza serie arrivano quinti in classifica qualificandosi quindi al play-off per la promozione in Serie B, nei quali vengono però sconfitti in semifinale dalla Cremonese, poi promossa in Serie B.
Nel 1998 viene quindi ingaggiato dalla Reggina, con cui per la prima volta nella sua carriera da allenatore arriva in Serie B, nella stagione 1998-1999; il 3 maggio 1999 firma un contratto annuale con opzione per il secondo con l'Empoli, valido a partire dalla stagione successiva. Due giorni dopo la Reggina lo solleva dall'incarico a 6 partite dalla fine del campionato; viene poi sostituito in panchina da Bruno Bolchi, sotto la cui guida tecnica il club reggino otterrà la prima promozione in Serie A della sua storia. Il 29 novembre 1999 l'Empoli dopo 13 partite di campionato (nelle quali il tecnico bergamasco aveva totalizzato 13 punti) lo esonera ed al suo posto arriva Silvio Baldini. L'anno seguente passa sulla panchina del Treviso, venendo esonerato poco tempo dopo.
Dopo tre stagioni trascorse in Serie B e terminate con altrettanti esoneri, nel 2001 scende di categoria e diventa allenatore dell'AlbinoLeffe, club nato nell'estate del 1998 dalla fusione di Leffe ed Albinese, entrambe ex squadre di Gustinetti. Nella stagione 2001-2002 arrivando tredicesimo in classifica in campionato ottiene la salvezza, vincendo inoltre la Coppa Italia Serie C,, mentre nella stagione 2002-2003 grazie ad un secondo posto in campionato ed alla vittoria nella finale play-off contro il Pisa ha ottenuto la prima promozione in Serie B nella storia della società seriana. Nella stagione 2003-2004 viene riconfermato in panchina per il primo campionato cadetto dell'Albinoleffe, che termina con un diciottesimo posto in classifica su 24 squadre, con conseguente salvezza; in questa stagione vengono inoltre disputate le prime due partite ufficiali di campionato tra Atalanta ed Albinoleffe, entrambe vinte dai nerazzurri. Nella stagione 2004-2005 i seriani concludono invece il campionato all'undicesimo posto su 22 squadre partecipanti, ottenendo quindi la loro seconda salvezza consecutiva.
Il 1º luglio 2005 passa sulla panchina dell'Arezzo, in Serie B, non riuscendo ad ottenere l'accesso ai play-off a causa di una peggiore differenza reti nei confronti del Cesena. Il 24 giugno 2006 passa sulla panchina del Crotone, da cui viene esonerato l'11 febbraio 2007.
Il 19 giugno 2007 viene ufficializzato il suo ritorno sulla panchina dell'Albinoleffe, che allena nella stagione 2007-2008. Viene esonerato il 26 maggio 2008 in seguito alla sconfitta interna subita contro il Rimini, penultima giornata di campionato,con la squadra che occupava il terzo posto in classifica in Serie B ed era già matematicamente qualificata ai play-off per la promozione in Serie A per la prima volta nella sua storia. Il 14 giugno 2008 viene nominato nuovo allenatore del Grosseto, in Serie B. Il 15 febbraio 2009, a seguito della sconfitta esterna contro il Parma (4-0 il finale), viene esonerato e sostituito in panchina da Ezio Rossi. Il 25 marzo 2009, in seguito alla sconfitta subita contro il Treviso, Rossi è a sua volta esonerato e Gustinetti viene richiamato sulla panchina del Grosseto, ottenendo il sesto posto in classifica e la conseguente qualificazione ai play-off validi per la promozione in Serie A, persi in semifinale contro il Livorno.
Confermato anche la stagione successiva, il 24 marzo 2010, nonostante la squadra si trovasse al terzo posto in classifica, in seguito della sconfitta esterna subita contro il Padova, viene sollevato dall'incarico. Come poi spiegato tramite un comunicato dalla società, l'esonero non è stato basato dai risultati tecnici, bensì dalle dichiarazioni risalenti al postpartita di Grosseto-Sassuolo, riguardanti i compensi corrisposti ai tesserati,, troppo bassi secondo l'opinione dell'allenatore bergamasco
Il 31 maggio 2010 firma un contratto annuale con l'Ascoli, incarico dal quale viene sollevato il 3 novembre 2010. Il 20 giugno 2011 viene chiamato sulla panchina dello Spezia, nel campionato di Lega Pro Prima Divisione. Il 3 ottobre 2011, dopo aver ottenuto quattro punti in cinque partite, viene sollevato dall'incarico. Il 15 marzo 2012 risolve consensualmente il contratto che lo legava alla società ligure, che a fine anno vincerà campionato e Coppa Italia Lega Pro. Il 14 maggio 2013 viene chiamato alla guida del Lecce in Lega Pro Prima Divisione in sostituzione dell'esonerato Antonio Toma con l'obiettivo di raggiungere la promozione in Serie B tramite i play-off, con un contratto fino al 30 giugno dello stesso anno.
Debutta con i salentini il 26 maggio nell'andata della semifinale play-off impattata per 1-1 in trasferta contro la Virtus Entella. Il 2 giugno il Lecce si qualifica, superando la Virtus Entella (dopo il pareggio della prima sfida, arriva il 2-1 al ritorno), alle finali play-off, nelle quali però deve cedere al Carpi (che vince 1-0 all'andata e pareggia 1-1 al ritorno) il pass per la promozione in Serie B: termina così negativamente la sua breve esperienza con i leccesi.
Il 27 dicembre 2013, viene chiamato alla guida della panchina dell'Albinoleffe al posto dell'esonerato Armando Madonna; alla guida dei bergamaschi termina la stagione 2013-2014 con un settimo posto nel campionato di Lega Pro Prima Divisione e con una sconfitta contro la Cremonese nel primo turno dei play-off.

## Statistiche

### Statistiche da allenatore
Statistiche aggiornate al 30 giugno 2014. In grassetto le competizioni vinte.
| Stagione           | Squadra            | Campionato         | Campionato | Campionato | Campionato | Campionato | Coppe nazionali | Coppe nazionali | Coppe nazionali | Coppe nazionali | Coppe nazionali | Coppe continentali | Coppe continentali | Coppe continentali | Coppe continentali | Coppe continentali | Altre coppe | Altre coppe | Altre coppe | Altre coppe | Altre coppe | Totale | Totale | Totale | Totale | % Vittorie | Piazzamento         |
| Stagione           | Squadra            | Comp               | G          | V          | N          | P          | Comp            | G               | V               | N               | P               | Comp               | G                  | V                  | N                  | P                  | Comp        | G           | V           | N           | P           | G      | V      | N      | P      | %          | Piazzamento         |
| ------------------ | ------------------ | ------------------ | ---------- | ---------- | ---------- | ---------- | --------------- | --------------- | --------------- | --------------- | --------------- | ------------------ | ------------------ | ------------------ | ------------------ | ------------------ | ----------- | ----------- | ----------- | ----------- | ----------- | ------ | ------ | ------ | ------ | ---------- | ------------------- |
| 1989-1990          | Albinese           | Prom.              | 30         | 17         | 12         | 1          | -               | -               | -               | -               | -               | -                  | -                  | -                  | -                  | -                  | -           | -           | -           | -           | -           | 30     | 17     | 12     | 1      | 56,67      | 1º (prom.)          |
| 1990-1991          | Albinese           | Int.               | 34         | 9          | 17         | 8          | -               | -               | -               | -               | -               | -                  | -                  | -                  | -                  | -                  | -           | -           | -           | -           | -           | 34     | 9      | 17     | 8      | 26,47      | 10º                 |
| 1991-1992          | Albinese           | Int.               | 34         | 7          | 19         | 8          | -               | -               | -               | -               | -               | -                  | -                  | -                  | -                  | -                  | -           | -           | -           | -           | -           | 34     | 7      | 19     | 8      | 20,59      | 12º                 |
| Totale Albinese    | Totale Albinese    | Totale Albinese    | 98         | 33         | 48         | 17         |                 | -               | -               | -               | -               |                    | -                  | -                  | -                  | -                  |             | -           | -           | -           | -           | 98     | 33     | 48     | 17     | 33,67      |                     |
| 1994-1995          | Leffe              | C1                 | 34         | 10         | 14         | 10         | CI-C            | 2               | 0               | 1               | 1               | -                  | -                  | -                  | -                  | -                  | -           | -           | -           | -           | -           | 36     | 10     | 15     | 11     | 27,78      | 9º                  |
| 1995-1996          | Lecco              | C2                 | 34         | 13         | 14         | 7          | CI-C            | 8               | 3               | 4               | 1               | -                  | -                  | -                  | -                  | -                  | -           | -           | -           | -           | -           | 42     | 16     | 18     | 8      | 38,10      | 6º                  |
| 1996-1997          | Lecco              | C2                 | 34+3       | 17+2       | 10+1       | 7          | CI-C            | 2               | 1               | 0               | 1               | -                  | -                  | -                  | -                  | -                  | -           | -           | -           | -           | -           | 39     | 20     | 11     | 8      | 51,28      | 2º (prom.)          |
| Totale Lecco       | Totale Lecco       | Totale Lecco       | 71         | 32         | 25         | 14         |                 | 10              | 4               | 4               | 2               |                    | -                  | -                  | -                  | -                  |             | -           | -           | -           | -           | 81     | 36     | 29     | 16     | 44,44      |                     |
| 1997-1998          | Lumezzane          | C1                 | 34+2       | 15+1       | 10         | 9+1        | CI-C            | 4               | 2               | 0               | 2               | -                  | -                  | -                  | -                  | -                  | -           | -           | -           | -           | -           | 40     | 18     | 10     | 12     | 45,00      | 5º                  |
| 1998-1999          | Reggina            | B                  | 32         | 13         | 13         | 6          | CI              | 4               | 1               | 2               | 1               | -                  | -                  | -                  | -                  | -                  | -           | -           | -           | -           | -           | 36     | 14     | 15     | 7      | 38,89      | esonerato           |
| 1999-2000          | Empoli             | B                  | 13         | 4          | 3          | 6          | CI              | 6               | 3               | 1               | 2               | -                  | -                  | -                  | -                  | -                  | -           | -           | -           | -           | -           | 19     | 7      | 4      | 8      | 36,84      | esonerato           |
| 2000-2001          | Treviso            | B                  | 21         | 5          | 8          | 8          | CI              | 3               | 1               | 0               | 2               | -                  | -                  | -                  | -                  | -                  | -           | -           | -           | -           | -           | 24     | 6      | 8      | 10     | 25,00      | esonerato           |
| 2001-2002          | AlbinoLeffe        | C1                 | 34         | 8          | 17         | 9          | CI-C            | 14              | 9               | 1               | 4               | -                  | -                  | -                  | -                  | -                  | -           | -           | -           | -           | -           | 48     | 17     | 18     | 13     | 35,42      | 13º                 |
| 2002-2003          | AlbinoLeffe        | C1                 | 34+4       | 17+2       | 12         | 5+2        | CI+CI-C         | 3+4             | 1+1             | 1+1             | 1+2             | -                  | -                  | -                  | -                  | -                  | -           | -           | -           | -           | -           | 45     | 21     | 14     | 10     | 46,67      | 2º (prom.)          |
| 2003-2004          | AlbinoLeffe        | B                  | 46         | 13         | 15         | 18         | CI              | 1               | 0               | 0               | 1               | -                  | -                  | -                  | -                  | -                  | -           | -           | -           | -           | -           | 47     | 13     | 15     | 19     | 27,66      | 18º                 |
| 2004-2005          | AlbinoLeffe        | B                  | 42         | 14         | 13         | 15         | CI              | 3               | 2               | 0               | 1               | -                  | -                  | -                  | -                  | -                  | -           | -           | -           | -           | -           | 45     | 16     | 13     | 16     | 35,56      | 11º                 |
| 2005-2006          | Arezzo             | B                  | 42         | 17         | 15         | 10         | CI              | 2               | 1               | 1               | 0               | -                  | -                  | -                  | -                  | -                  | -           | -           | -           | -           | -           | 44     | 18     | 16     | 10     | 40,91      | 7º                  |
| 2006-2007          | Crotone            | B                  | 22         | 3          | 10         | 9          | CI              | 3               | 2               | 0               | 1               | -                  | -                  | -                  | -                  | -                  | -           | -           | -           | -           | -           | 25     | 5      | 10     | 10     | 20,00      | esonerato           |
| 2007-2008          | AlbinoLeffe        | B                  | 41         | 23         | 8          | 10         | CI              | 1               | 0               | 0               | 1               | -                  | -                  | -                  | -                  | -                  | -           | -           | -           | -           | -           | 42     | 23     | 8      | 11     | 54,76      | esonerato           |
| 2008-2009          | Grosseto           | B                  | 35+2       | 15+1       | 10         | 10+1       | CI              | 2               | 1               | 0               | 1               | -                  | -                  | -                  | -                  | -                  | -           | -           | -           | -           | -           | 39     | 17     | 10     | 12     | 43,59      | esonerato, sub., 6º |
| 2009-2010          | Grosseto           | B                  | 31         | 12         | 12         | 7          | CI              | 2               | 1               | 0               | 1               | -                  | -                  | -                  | -                  | -                  | -           | -           | -           | -           | -           | 33     | 13     | 12     | 8      | 39,39      | esonerato           |
| Totale Grosseto    | Totale Grosseto    | Totale Grosseto    | 68         | 28         | 22         | 18         |                 | 4               | 2               | 0               | 2               |                    | -                  | -                  | -                  | -                  |             | -           | -           | -           | -           | 72     | 30     | 22     | 20     | 41,67      |                     |
| 2010-2011          | Ascoli             | B                  | 12         | 2          | 4          | 6          | CI              | 2               | 1               | 0               | 1               | -                  | -                  | -                  | -                  | -                  | -           | -           | -           | -           | -           | 14     | 3      | 4      | 7      | 21,43      | esonerato           |
| 2011-2012          | Spezia             | 1D                 | 5          | 1          | 1          | 3          | CI+CI-LP        | 2+0             | 1               | 0               | 1               | -                  | -                  | -                  | -                  | -                  | -           | -           | -           | -           | -           | 7      | 2      | 1      | 4      | 28,57      | esonerato           |
| 2012-2013          | Lecce              | 1D                 | 0+4        | 1          | 2          | 1          | CI+CI-LP        | -               | -               | -               | -               | -                  | -                  | -                  | -                  | -                  | -           | -           | -           | -           | -           | 4      | 1      | 2      | 1      | 25,00      | subentrato, 2º      |
| 2013-2014          | AlbinoLeffe        | 1D                 | 15+1       | 5          | 5+1        | 5          | CI+CI-LP        | -               | -               | -               | -               | -                  | -                  | -                  | -                  | -                  | -           | -           | -           | -           | -           | 16     | 5      | 6      | 5      | 31,25      | subentrato, 7º      |
| Totale AlbinoLeffe | Totale AlbinoLeffe | Totale AlbinoLeffe | 217        | 82         | 71         | 64         |                 | 26              | 13              | 3               | 10              |                    | -                  | -                  | -                  | -                  |             | -           | -           | -           | -           | 243    | 95     | 74     | 74     | 39,09      |                     |
| Totale carriera    | Totale carriera    | Totale carriera    | 675        | 247        | 246        | 182        |                 | 68              | 31              | 12              | 25              |                    | -                  | -                  | -                  | -                  |             | -           | -           | -           | -           | 743    | 278    | 258    | 207    | 37,42      |                     |

## Palmarès

### Giocatore

#### Competizioni nazionali
- Campionato italiano Serie C: 1

Udinese: 1977-1978 (girone A)
- Coppa Italia Semiprofessionisti: 1

Udinese: 1977-1978

#### Competizioni internazionali
- Coppa Anglo-Italiana: 1

Udinese: 1978

### Allenatore

#### Club

##### Competizioni regionali
- Promozione: 1

Albinese: 1989-1990 (girone C lombardo)

##### Competizioni nazionali
- Coppa Italia Serie C: 1

Albinoleffe: 2001-2002

#### Individuale
- Panchina d'argento: 1

2002-2003